# 도프 엔터테인먼트
도프 엔터테인먼트(Dope Entertainment)는 대한민국의 음반사이다. 2000년에 록 밴드 다운헬의 보컬 마크(본명:최효섭)에 의해 창립되었고 2002년에 현재의 대표인 김윤중이 레이블을 인수하였다. 주로 록, 헤비 메탈 음반을 전문으로 하는 레이블이며 국내 뿐만 아니라 해외 공연 기획과 수입음반 및 라이선스음반 발매등의 다양한 활동을 하고 있다.

## 소속 아티스트
- 임펠리테리
- 다운헬
- 문샤인
- 럭스
- 마하트마
- 할로우잰
- 렘넌츠 오브 더 폴른
- 오르부아 미쉘
- 버닝헵번
- 스카썩스
- 백두산
- 스트라이커스
- 사혼
- 고고스타